# Arbeitsgemeinschaft Schuldnerberatung der Verbände
Die Arbeitsgemeinschaft Schuldnerberatung der Verbände (AG SBV) vertritt die Interessen von überschuldeten Menschen in Deutschland und der in der Schuldnerberatung tätigen Verbände.

## Gründung, Mitgliedsverbände und Sprecher
Die AG SBV wurde im Jahr 2000 gegründet. In ihr haben sich Spitzenverbände der Freien Wohlfahrtspflege auf Bundesebene (Arbeiterwohlfahrt Bundesverband e.V., Deutscher Caritasverband, Deutscher Paritätischer Wohlfahrtsverband, Deutsches Rotes Kreuz, Diakonie Deutschland – Evangelisches Werk für Diakonie und Entwicklung), der Verbraucherzentrale Bundesverband und die Bundesarbeitsgemeinschaft Schuldnerberatung zusammengeschlossen. Die AG SBV ist keine juristische Person und wird durch die Sprecherin oder den Sprecher der AG SBV repräsentiert.

## Aufgaben und Ziele
Die AG SBV fördert die fachliche Arbeit der Schuldnerberatung durch planmäßige Information, Beratung und Abstimmung zwischen den Mitgliedern. Dabei unterstützt sie verbandsübergreifende Belange der Schuldnerberatung auf Bundesebene. Sie arbeitet in zentralen Angelegenheiten mit Bund, Ländern, kommunalen Spitzenverbänden, weiteren Institutionen der öffentlichen Verwaltung und sonstigen Verbänden und Einrichtungen zusammen. Regelmäßig erarbeitet sie Stellungnahmen und Positionen und wirkt an Gesetzgebungsverfahren mit, die für überschuldete Menschen von Bedeutung sind. Sie setzt sich für ein professionelles Hilfeangebot für überschuldete Menschen ein und kooperiert dazu eng mit Wissenschaft und Forschung. Mit der jährlichen Aktionswoche Schuldnerberatung wird die Öffentlichkeit für die Belange überschuldeter Menschen sensibilisiert.